# Prostaglandin
Prostaglandini so skupina fiziološko prisotnih molekul, ki spadajo med tkivne hormone. Gre za večkrat nenasičene maščobne kisline z dvajsetimi ogljikovimi atomi ter v strukturi vsebujejo petčlenski obroč. V telesu se sintetizirajo iz arahidonske kisline. Z ozirom na njihovo kemijsko zgradbo jih štejemo med eikozanoide. 
Osnovno ogrodje molekule je prostanska kislina, ki je karboksilna kislina z 20 ogljikovimi atomi. Ločimo več vrst prostaglandinov, ki se med seboj ločijo glede ne oksidacijsko stopnjo 9. in 11. atoma ogljika (glede na ti dve mesti so lahko ketoni, dioli, ketoli ...).

## Zgodovina in ime
Ime prostaglandin izvira iz prostate.  Ko sta švedski fiziolog  Ulf von Euler in M.W. Goldblatt leta 1935 prostaglandine prvič izolirala  iz semenske tekočine sta bila mnenja, da so prostaglandini izločki prostate (dejansko prostaglandine proizvaja semenjak. Kasneje so odkrili da tudi mnoga druga tkiva shranjujejo prostaglandine in da imajo le-ti veliko različnih funkcij. Prvo celotno sintezo prostaglandina F2α in prostaglandina E2 je leta 1969 odkril E.J. Corey.
Leta 1971 so ugotovili, da aspirin in  njemu podobna zdravila zavirajo sintezo prostaglandinov. Biokemiki Sune Bergström, Bengt I. Samuelsson in John R. Vane so za to odkritje leta 1982 prejeli Nobelovo nagrado za fiziologijo in medicino.

## Biokemija

### Biosinteza
Prostaglandine najdemo v večini organov in tkiv. Izdelujejo jih vse celice razen limfocitov.  So avtokrini in parakrini lipidni mediatorji in delujejo na trombocite, endotelij, maternico in mastocite. Biosinteza poteka v celicah iz esencialnih maščobnih kislin.
Nastal intermediat iz fosfolipaze A2, nadaljuje bodisi po ciklooksigenazni poti ali pa po lipooksigenazni poti do nastanka prostaglandina in tromboksana ali levkotrienov. Po ciklooksigenzani poti nastanejo tromboksan, prostaciklini in prostaglandini D, E in F. Po lipooksigenazni poti se sintetizirajo levkotrieni.
| Ime                                                            | Maščobna kislina |
| Gama-linoleinska kislina preko Dihomo-gama-linoleinske kisline | ω-6              |
| Arahidonska kislina                                            | ω-6              |
| Eikosapentaenoična kislina                                     | ω-3              |

### Sproščanje prostaglandinov iz celic
Dokler niso odkrili transporterja prostaglandinov (PGT, SLCO2A1), ki uravnava celično koncentracijo prostaglandinov, so domnevali da prostaglandini zapustijo celice s pasivno difuzijo zaradi njihove velike lipofilnosti. 

## Učinki
Prostaglandini vplivajo na sisteme sekundarnih obveščevalcev. Imajo zelo raznolike učinke. Ključni encim sinteze prostaglandinov iz arahidonske kisline je ciklooksigenaza. Mnoga zdravila inhibirajo ta encim (na primer aspirin). Inhibicija encima in zaviranje sinteze prostaglandinov je razlog učinka teh zdravil; protibolečinskega in protivnetnega delovanja ter zniževanja telesne temperature in zaviranja strjevanja krvi. Tudi kortizol zavira sintezo prostaglandinov, s tem da inhibira fosfolipazo A2, ki katalizira sproščanje arahidonske kisline iz fosfolipidov. Prostaglandini 1,2 imajo pomembno funkcijo pri preprečevanju nastajanja krvnih strdkov, dobro učinkujejo na napetost žilne stene, znižujejo krvni tlak, urejajo ravnovesje vode v telesu, blažijo vnetja in bolečine, izboljšajo delovanje živčevja in imunskega sistema, izboljšujejo učinek inzulina in s tem urejajo raven sladkorja v krvi. Prostaglandini 3 pomembno vplivajo na delovanje možganov, večajo sposobnost učenja in koordinacije, izboljšujejo razpoloženje in vid ter nadzirajo raven holesterola in trigliceridov v krvi. 

## Inhibitorji ciklooksigenaze
Razdelimo jih na klasične NSAID (nesteroidne protivnetne učinkovine), inhibitorje COX1, COX2 in COX3 ter inhibitorje COX2 (koksibi). Uporabljajo se pri bolečinah in povišani telesni temperaturi. Inhibicija cikloosigenaze z zdravili je ireverzibilna, kar pomeni, da encim ostane do njegove razgradnje neaktiven.
Uporabljajo se tudi za redčenje krvi (samo aspirin).

## Tipi
Primerjava različnih tipov prostanglandinov: prostaglandin I2 (PGI2), prostaglandin E2 (PGE2), and prostaglandin F2α (PGF2α).
| Tip   | Receptor     | Funkcija |
| ----- | ------------ | --- |
| PGI2  | IP           | - vazodilatacija - inhibicija agregacije trombocitov - bronhodilatacija |
| PGE2  | EP1          | - bronhokonstrikcija - krčenje gladkih mišic gastrointestinalnega trakta |
| PGE2  | EP2          | - bronhodilatacija - relaksacija mišic gastrointestinalnega trakta - vazodilatacija |
| PGE2  | EP3          | - ↓ sekrecija želodčne kisline - ↑ sekrecija želodčne mukoze - krčenje maternice (pri nosečnicah) - krčenje gladkih mišic gastrointestinalnega trakta - inhibicija lipolize - ↑ avtonomnih nevrotransmiterjev - ↑ občutljivost trombocitov na agoniste in ↑ aterotromboze |
| PGE2  | Nespecifičen | - hiperalgezija - povišanje telesne temperature |
| PGF2α | FP           | - krčenje maternice - bronhokonstrikcija |

## Farmakologija

### Inhibicija
Prostaglandinski antagonisti:
- NSAID – nesteroidne protivnetne učinkovine (inhibitorji ciklooksigenaz)
- Kortikosteroidi (inhibirajo sintezo fosfolipaze A2)
- COX-2 selektivni inhibitorji ali koksibi
- Ciclopentenonski prostaglandini imajo vpliv na antiflogistično delovanje

### Klinična uporaba
Sintezne prostaglandine uporabljamo:
- v porodništvu za izzvanje popadkov, ko pri porodnici naravni popadki ne nastopijo ter pri izvajanju splava v poznejših obdobjih nosečnosti (PGE2 or PGF2, brez/v kombinaciji z mifepristonom, antagonistom progesterona);
- v gastroenterologiji kot preventivno sredstvo pri dolgotrajnejši terapiji z nesteroidnimi antiflogistiki – preprečevanje in zdravljenje peptične razjede (PGE)
- kot vazodilatator pri hudih primerih Raynaudovega fenomena ali ishemiji uda
- pri pljučni hipertenziji
- za zdravljenje glavkoma (v obliki kapljic za oči)
- za zdravljenje erektilne disfunkcije.[8]
- v žilni medicini kot vazoaktivne substance, ki pospešijo krvavitev (zlasti prostaglandin E1).